# Arthur Kornberg
Arthur Kornberg (Nova York, EUA 3 de març de 1918 - Stanford, Califòrnia 26 d'octubre de 2007) va ser un metge i bioquímic nord-americà que l'any 1959 va compartir el Premi Nobel de Medicina o Fisiologia amb Severo Ochoa.

## Biografia
Va néixer el 1918 a la ciutat de Nova York en una família d'immigrants de Galítsia. Va estudiar ciències al City College de Nova York i posteriorment medicina a la Universitat de Rochester, on es va doctorar l'any 1941. Després de treballar durant deu anys al Servei de Salut Pública dels Estats Units, l'any 1953 fou nomenat cap del Departament de Microbiologia de la Universitat Washington de Saint Louis, i el 1959 fou nomenat cap del Departament de Bioquímica de la Universitat Stanford a Califòrnia. En aquest departament va treballar també com a professor emèrit des de l'any 1988, en què es va jubilar. Va morir a Stanford (Califòrnia) el 2007.

## Recerca científica
La seva recerca inicial consistí a estudiar els seus elevats nivells de bilirubina a la sang, malaltia coneguda com a síndrome de Gilbert, estudis que publicà l'any 1942. Durant la seva estada al Servei de Salut Pública dels EUA dirigí la seva recerca vers la nutrició i les vitamines.
L'any 1946 fou nomenat ajudant de Severo Ochoa a la Universitat de Nova York i amplià els seus coneixements de la química orgànica així com de purificació dels enzims i treballant en la comprensió de la producció del trifosfat d'adenosina del dinucleòtid de nicotinamida i adenina (NAD) i el fosfat de dinucleòtid de nicotinamida i adenina (NADP). Ochoa havia aconseguit l'aïllament d'un enzim del colibacil que catalitza la síntesi d'àcid ribonucleic (ARN), l'intermediari entre l'àcid desoxiribonucleic (ADN) i les proteïnes. Continuant amb aquests treballs, Kornberg aconseguí demostrar experimentalment l'any 1956 que l'ADN se sintetitza igualment mitjançant la seva polimerasa d'ADN usant el bacteri intestinal Escherichia coli (la polimerasa d'ADN d'E. coli és anomenada sovint la polimerasa de Kornberg). Aquest fonament teòric permeté anys més tard, entre altres avenços tecnològics, la seqüenciació d'ADN (biològica) i la reacció en cadena de la polimerasa (PCR) eines fonamentals en la biotecnologia.
L'any 1959 fou guardonat, juntament amb Severo Ochoa, amb el Premi Nobel de Medicina o Fisiologia «per la descoberta dels mecanismes de la síntesi biològica dels àcids ribonucleic i desoxiribonucleic».
El seu fill, Roger D. Kornberg, fou guardonat amb el Premi Nobel de Química l'any 2006.